# Blanus
Blanus ist eine Gattung der Doppelschleichen (Amphisbaenia). Die beinlosen Echsen haben eine disjunkte Verbreitung rund um das Mittelmeer. Sie kommen auf der Iberischen Halbinsel, von Marokko bis Algerien und von der Türkei bis Syrien und dem Irak vor.

## Merkmale
Blanus-Arten sind schlangenförmig und langgestreckt. Ihr Kopf ist stumpf und hat winzige, unter der Haut liegende Augen. Die Schuppen sind quadratisch, klein und in regelmäßigen Querbändern angeordnet. Die Tiere sind von fleischfarbener bis brauner oder violetter Färbung.

## Systematik
Die Gattung zählte früher zu den Eigentlichen Doppelschleichen (Amphisbaenidae) wird heute aber in eine eigene Familie gestellt. Ihre Schwestergruppe ist die auf der kubanischen Insel Isla de la Juventud endemische Gattung Cadea. Die Trennung beider Taxa soll vor etwa 40 Millionen Jahren stattgefunden haben und die Vorfahren der Cadea auf treibenden Vegetationsinseln den Atlantik überquert haben.

## Arten
- Blanus aporus Werner, 1898
- Blanus alexandri Sindaco, Kornilios, Sacchi & Lymberakis, 2014[1]
- Maurische Netzwühle (Blanus cinereus (Vandelli, 1797))
- Südwestiberische Netzwühle (Blanus mariae Albert & Fernández, 2009)
- Blanus mettetali Bons 1963
- Türkische Netzwühle (Blanus strauchi (Bedriaga, 1884))
- Blanus tingitanus Busack, 1988
- Blanus vandellii Ceríaco & Bauer, 2018[2]